# 汉斯·内格勒
汉斯·内格勒（德語：Hanns Nägle，1902年2月8日—？），德国前男子雪车运动员。他曾代表德国参加1928年冬季奥林匹克运动会雪车比赛，联同汉斯·赫斯、塞巴斯蒂安·胡贝尔、汉斯·基利安和瓦伦丁·克伦普尔获得男子五人铜牌。